# Осада Бреды (1581)
Осада Бреды — осада испанскими войсками под командованием Клада де Берламона, сеньора Отпенна, голландского города Бреда 26-27 июля 1581 года в рамках Восьмидесятилетней войны. Фактически это была не осада, а городской бой.

## Предыстория
4 октября 1577 года в Бреде был размещен испанский гарнизон. Однако в 1579 году город присоединился к Утрехтской унии, в отличие от своего соседа Хертогенбоса, и испанцы были изгнаны из города. Именно из-за этого договора Бреда стала объектом нападения испанцев в 1581 году.
В начале 1581 года испанский губернатор Алессандро Фарнезе отправил Клоду де Берламону, сеньору замка Отпенн, приказ занять Бреду. Командир гарнизона города Штатенбрук был извещён о надвигающейся опасности, но посчитал, что отряда из 33 воинов во главе с полковником Бервоутом и 20 солдат во главе с Флорисом Бредероде, в совокупности с ополченцами, подготовленными мэром города Монтенсом, будет достаточно для отражения угрозы.

## Атака
В крепости Бреды содержался сторонник испанского короля Шарль де Гавр. Он подкупил валлонского солдата по кличке Меченый (Balafré), который работал, в основном, на кухне. Меченый получил наряд по дежурству у замковых ворот и смог уговорить своих сослуживцев открыть ворота испанским солдатам.
В 2 часа после полуночи испанские войска во главе с Берламоном и Шенком тихо вошли в крепость через ворота. Один из часовых поднял тревогу и начал стрелять в воздух. Встревоженные ополченцы во главе с мэром Монтенсом и солдаты гарнизона схватились за оружие. Завязалась перестрелка, в ходе которой погибло не менее 10 ополченцев и солдат. Ещё 22 защитника отступили к внутренней стене замка, продолжая отстреливаться. Зажатые в угол, они сражались и сдались лишь после третьего требования сложить оружие. Крепость была взята, несмотря на то, что население уже было встревожено.
Население во главе с сержантом Бистратеном начало строить баррикады на рыбном рынке и подъемном мосту через ров между замком и парком Валкенберг. Дома с окнами на крепость были заняты стрелками. Горожане надеялись держать оборону до прибытия подкреплений, но Шенк перехватил послов, отправленных из города с просьбами о помощи. После ожесточенных уличных боев, в которых были испанские войска пять или шесть были вынуждены отступать в замок, им все-таки удалось ворваться в Валкенберг. После этого население согласилось на сдачу города при условии защиты от разграбления. В результате боев погибло 584 жителя города и солдат гарнизона.

## Последствия
К осени весь северный Брабант был в испанских руках, и это облегчило Фарнезе осаду Антверпена и его захват. В 1590 году Бреда перешла под контроль голландцев во главе с Морицем Оранским.